# Staré Sedlo (Teplá)

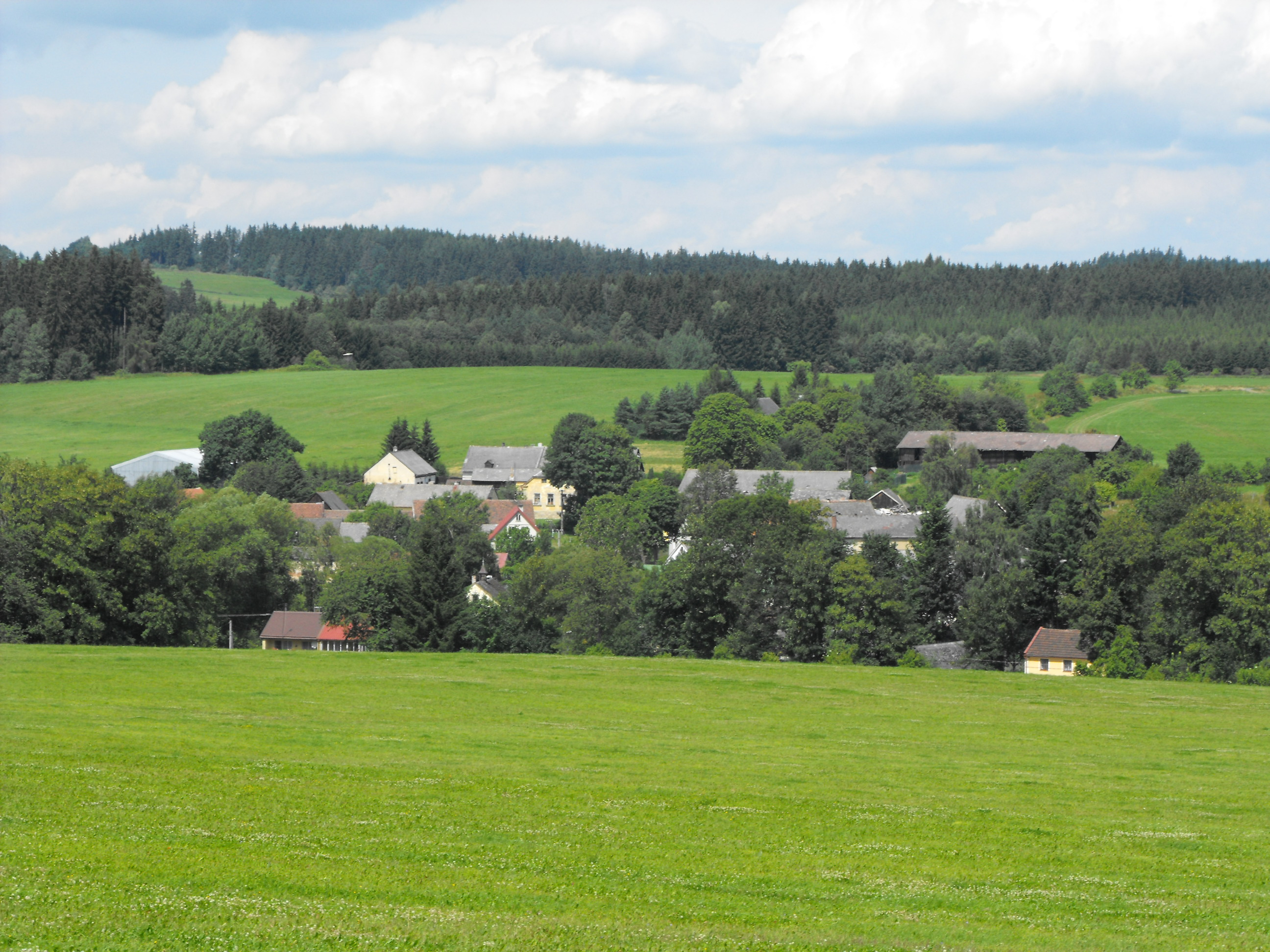
Blick auf den Ort Staré Sedlo (2009)

Staré Sedlo (deutsch Alt Sattl) ist ein Ortsteil der Stadt Teplá im Okres Cheb der Tschechischen Republik.

## Geographische Lage
Staré Sedlo liegt südöstlich des Stadtzentrums von Teplá, etwa 15 Kilometer östlich von Marienbad im Tepler Hochland (Tepelská vrchovina). Von der Staatsstraße 210 führt eine Verbindungsstraße in den Ort. In der Nähe des Dorfes befindet sich der Stenskaberg.

## Geschichte
Die urkundliche Ersterwähnung des Ortes erfolgte 1183.
Der Ort war nach Neumarkt eingepfarrt. Ursprünglich besaß der Ort, in dem sich eine 1875 neuerrichtete Volksschule befindet, eine eigene Gerichtsbarkeit, der bis 1851 auch die umliegenden Ortschaften Pern, Herrmannsdorf, Nesniß, Sahrat und Krips unterstanden.
Ab 1938/39 lag Alt Sattl als eine selbstständige Gemeinde im Reichsgau Sudetenland, Landkreis Tepl, Regierungsbezirk Eger. Hier lebten im Jahre 1939 205 Einwohner. Nach Ende des Zweiten Weltkrieges 1945 mussten die meisten deutschen Bewohner des Ortes diesen zwangsweise räumen und die Tschechoslowakei für immer verlassen.